# Атлантическа камбала
Атлантическата камбала (Hippoglossus hippoglossus) е плоска соленоводна риба от семейство Pleuronectidae. Видът е застрашен от изчезване.

## Описание
Рибите от този вид, ако не бъдат уловени или убити, могат да достигнат на възраст до 50 години при дължина от 4,7 метра и тегло 320 кг, но в действителност те рядко доживяват до дължина повече от 2 метра. Полова зрялост достигат при дължина от 1,2 метра.
Този вид има типичните белези на плоска риба, от горната страна е тъмнозелено-кафява до черна на цвят, а от долната страна е бяла. Устата е много голяма, а кожата на рибата е мека и гладка.

## Разпространение
Разпространена е във водите на Атлантическия океан от Испания (Бискайския залив) до Норвегия, Гренландия и Исландия, по-рядко във водите на Северно море около Холандия, Германия, Дания и Швеция. Среща се също и около Канада (Нюфаундленд), Русия (Баренско море) и САЩ (Аляска). Среща се и в Японско море.